# Mjøndalen IF
El Mjøndalen IF es un equipo de fútbol de Noruega que juega en la Adeccoligaen, la segunda liga  del país.

## Historia
Fue fundado en el año 1910 en la ciudad de Mjøndalen, en Buskerud y ha sido campeón de Copa en 3 ocasiones en 8 finales jugadas y nunca ha sido campeón de la Tippeligaen, participando en ella por última vez en 1992.
A nivel internacional ha participado en 3 torneos continentales, en los cuales jamás ha superado la Primera Ronda.

## Palmarés
- Copa de Noruega: 3

1933, 1934, 1937
- - Finalista: 5

1924, 1931, 1936, 1938, 1968

## Participación en competiciones de la UEFA
| Temporada | Torneo                | Ronda | País     | Club          | Casa | Visita | Global |
| --------- | --------------------- | ----- | -------- | ------------- | ---- | ------ | ------ |
| 1969/70   | UEFA Cup Winners' Cup | 1     | Gales    | Cardiff City  | 1-7  | 1-5    | 2-12   |
| 1977/78   | Copa UEFA             | 1     | Alemania | Bayern Munich | 0-8  | 0-4    | 0-12   |
| 1987/88   | Copa UEFA             | 1     | Alemania | Werder Bremen | 0-5  | 1-0    | 1-5    |